# Bénouville (Calvados)
Bénouville es una comuna francesa, que se encuentra ubicada en el departamento de Calvados, en la región de Normandía. El gentilicio de sus habitantes es (en francés) bénouvillais, femenino bénouvillaises.
Bénouville destaca por acoger el primer edificio liberado de la ocupación de los alemanes en Francia durante la Segunda Guerra Mundial, a la vez que es igualmente la primera comuna francesa que fue liberada en ese conflicto.

## Geografía
La comune de Bénouville se halla ubicida en el departamento de Calvados, entre las localidades de Ouistreham y Caen, justo al lado del Canal de Caen al mar, y al borde del canal de la Mancha.

## Historia
Tratándose de una pequeña localidad, el acontecimiento de mayor relevancia en la historia de Bénouville se produjo durante la Segunda Guerra Mundial, más concretamente el 6 de junio de 1944, con motivo de la batalla de Normandía.
Durante el desembarco en Normandía, Bénouville era el primer objetivo del desembarco de los Aliados, que pretendían asegurar la retaguardia inmediata de las playas de invasión para bloquear el acceso de las divisiones blindadas de la Wehrmacht, que podían comprometer la seguridad del desembarco en los momentos más críticos, antes de que la cabeza de playa estuviese asegurada. Por ello, la 5.ª Brigada Paracaidista británica, que formaba parte de la 6.ª División Aerotransportada británica aterrizó en las inmediaciones de Bénouville en sus planeadores, modelo Horsa, hacia la una de la mañana del día D. El mayor John Howard, al mando de 150 hombres, tomó el puente llamado Pegasus Bridge, logrando sostenerse en él a pesar de los contraataques de los alemanes, que necesitaban controlar el puente para poder reforzar a las unidades que resistían en las playas. Este aspecto del desembarco aliado queda correctamente reflejado en la película El día más largo (película), basada en el libro El día más largo de Cornelius Ryan.
Bénouville fue de este modo la primera localidad de toda Francia en ser liberada de la ocupación de los alemanes, desde el mismo 6 de junio de 1944, mientras que el café Gondré, que sigue existiendo en la actualidad, fue el primer edificio liberado de toda Francia.

## Demografía
| 754 | 739 | 827 | 828 | 1,258 | 1,741 | 1,954 |
| Para los censos de 1962 a 1999 la población legal corresponde a la población sin duplicidades (Fuente: INSEE [Consultar]) |     |     |     |       |       |       |

## Actividades económicas
Bénouville conoce en la actualidad una muy activa presencia del sector terciario, en razón del destacado auge del turismo desde la Segunda Guerra Mundial.
Efectivamente, la presencia de la localidad en las orillas del canal de la Mancha, con el atractivo de las playas de Normandía, junto a la proximidad de la isla de Gran Bretaña, de donde eran originarios los hombres de la 6.ª División Aerotransportada que lucharon aquí, a lo que se une el hecho de ser la primera localidad francesa liberada de la ocupación alemana en 1944 han impulsado el crecimiento del sector turístico, resultando muy atractiva para el turismo procedente del Reino Unido.

## Patrimonio monumental

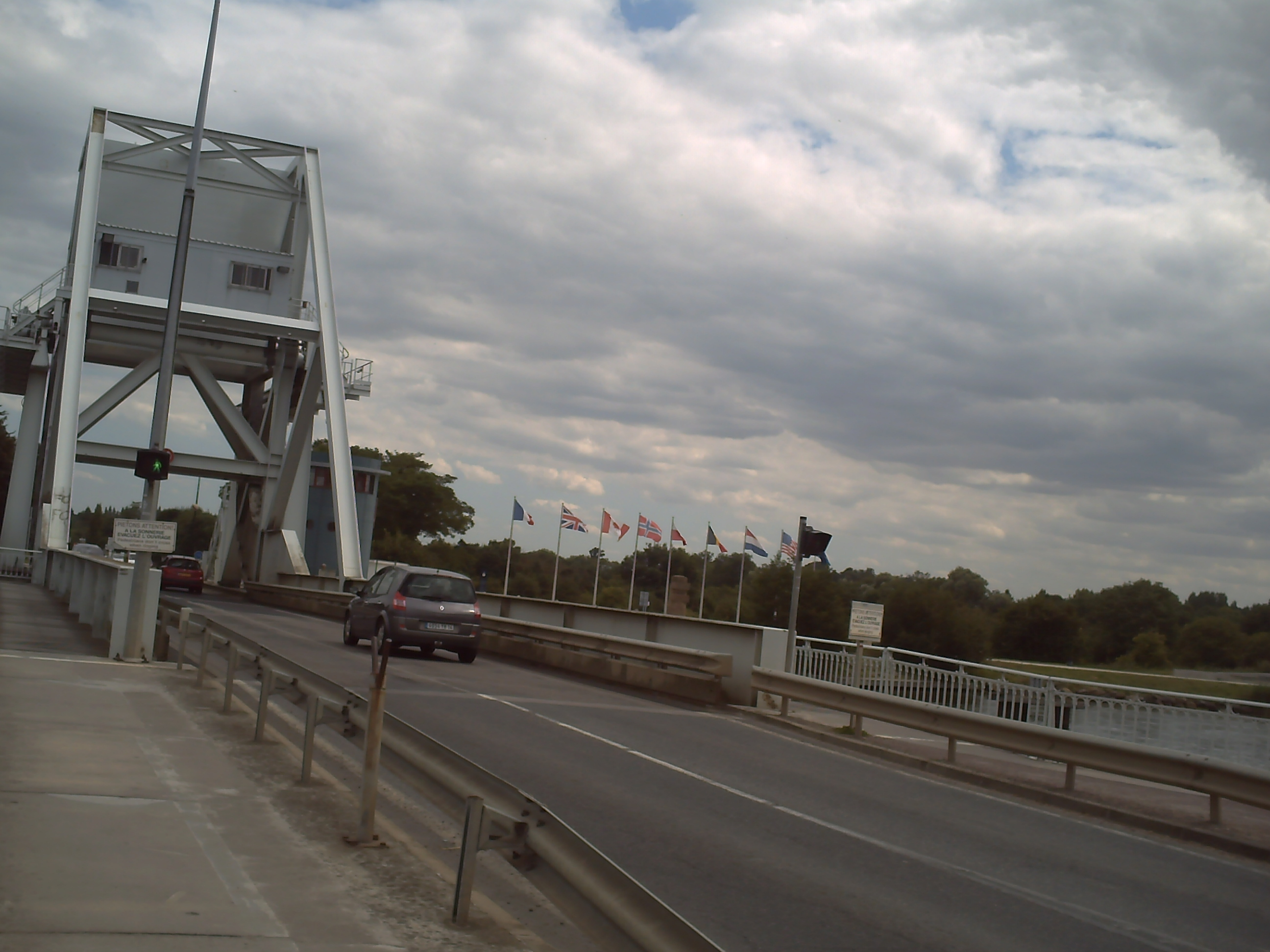
Foto del nuevo Puente Pegasus en la actualidad.

- Pegasus Bridge, donde se tuvo lugar la llegada de las primeras tropas de los Aliados a territorio francés durante la Operación Overlord, fue reconstruido en 1994 para permitir el paso de camiones, conservándose la forma del puente original, aunque es un puente ligeramente mayor.[3] El antiguo puente, el auténtico de la batalla, se conserva actualmente en un Museo ubicado a algunas decenas de metros del nuevo puente, Museo consagrado a la operación de toma del puente y a las tropas aerotransportadas.
- El castillo de Bénouville, que fue concebido por el arquitecto Claude Nicolas Ledoux entre 1769 y 1780 para el marqués de Livry. Se dice que el marqués de Ledoux únicamente habría visitado su castillo una sola vez. Desde el año 1927, el castillo pertenece al Consejo General del Calvados, acogiendo primero una maternidad y posteriormente la sede de un Tribunal, que sigue ocupándolo hoy en día. El castillo se mantiene abierto al público una parte del año, a la vez que sirve como sede de diversas exposiciones. El pórtico de acceso al castillo se sostiene por medio de cuatro columnas en Orden jónico estilo jónico.
- Iglesia de Notre Dame du Port, construida entre los siglos XII a XVI.

## Personalidades destacadas
- Annie Girardot, actriz.
- Gérard Lenorman, cantante.
- Thierry Marie, ciclista.